# Gau Kurhessen

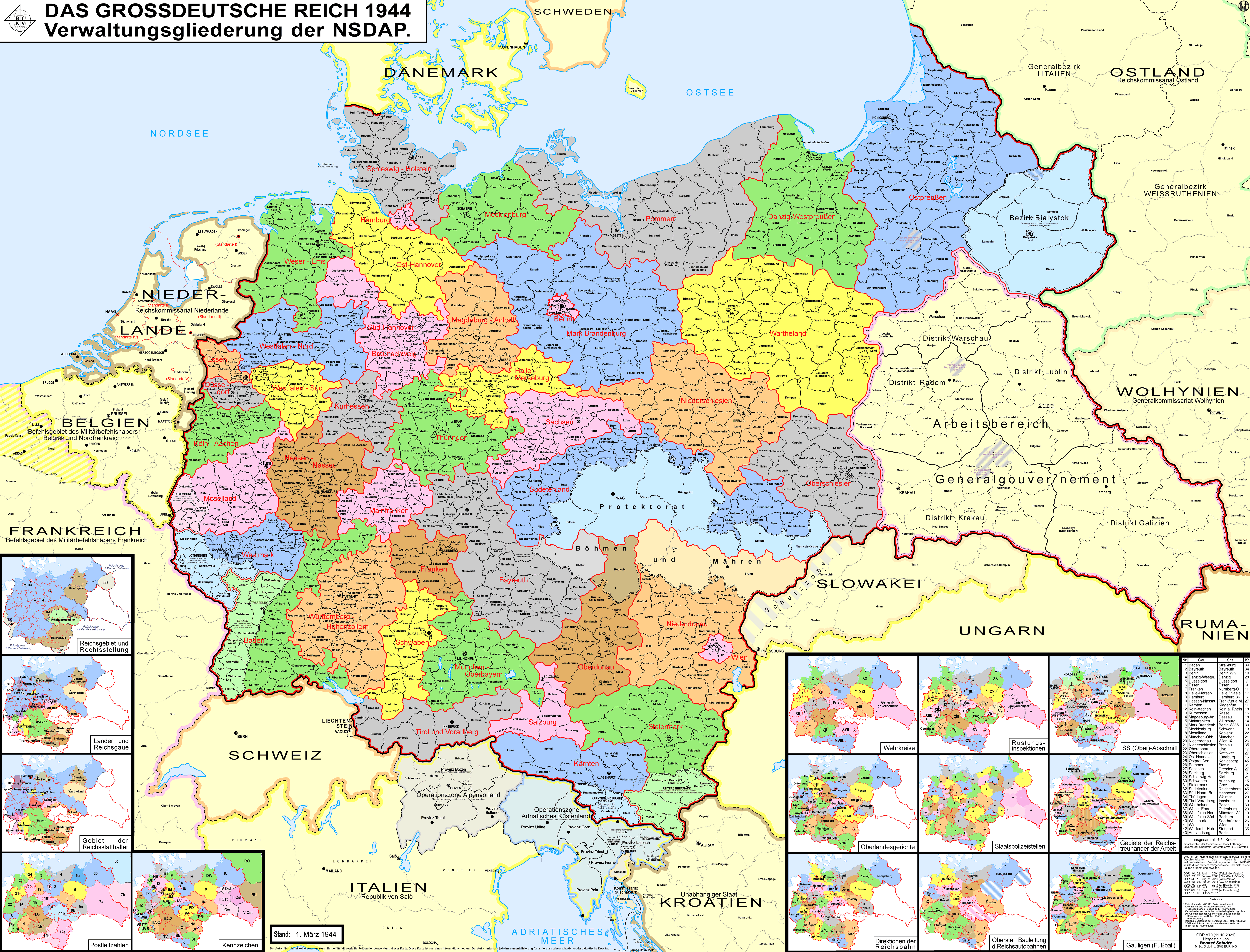
Gaue des Deutschen Reiches 1944

Der Gau Kurhessen war eine Verwaltungseinheit der NSDAP, die von 1934 bis 1945 bestand. Der vorherige Name seit 1927 war Gau Hessen-Nassau-Nord.

## Geschichte und Struktur
Karl Weinrich war seit Anfang 1927 Gauleiter von Hessen-Nassau-Nord mit der Hauptstadt Kassel. Ab November 1933 war er Mitglied des nationalsozialistischen Reichstags. Selbst kleine Dinge wie die wirtschaftspolitische Schulungstagung in Melsungen oder die Bauernschulungswoche in Wabern 1931, die sechs Hessentage der NSDAP, die Kasseler Altstadtsanierung wurden als Verdienste des Gauleiters propagiert. Das 10-jährige Amtsjubiläum wurde in Kassel am 1. September 1937 großartig gefeiert.
Das Gaugebiet Kurhessen umfasste den preußischen Regierungsbezirk Kassel (Regierungspräsident Konrad von Monbart), der bis 1944 zur preußischen Provinz Hessen-Nassau gehörte, deren Oberpräsident von 1933 bis 1943 Philipp von Hessen, der Leiter des Hauses Hessen, war. Ihm folgte 1943 der NS-Jurist Ernst Beckmann. Die Macht des Gauleiters wuchs auf Kosten der preußischen Behörden. 1944 folgte seine Ernennung zum Oberpräsidenten der neuen preußischen Provinz Kurhessen, die aber gegenüber dem ehemaligen Regierungsbezirk verkleinert wurde.
Die Gauleitung saß im Adolf-Hitler-Haus in Kassel, Wilhelmshöher Allee 7. Eine Gauführerschule 1933 wurde im Landerziehungsheim Walkemühle bei Melsungen eingerichtet, zwei weitere in Marburg/L. und Weyhers. Gauwirtschaftsberater war der Industrielle und Kasseler IHK-Präsident Rudolf Braun, der stark in die Arisierung eingebunden war. Ein aktiver Initiator der Judenpogrome im November 1938 war der Gaupropagandist Heinrich Gernand.
1940 und 1941 löste der kirchenfeindliche Weinrich bedeutende Klöster auf: das alte Kloster Frauenberg (Fulda) des Franziskanerordens und das Bonifatiuskloster (Hünfeld), das zu einer Napola umgewandelt wurde. Er wollte Hitler zum Geburtstag 1941 einen klosterfreien Gau schenken.
Ab September 1939 gehörte Weinrich dem Verteidigungsausschuss des Wehrkreises IX an. Ab November 1940 war er auch Gauwohnungskommissar und ab November 1942 Reichsverteidigungskommissar im Gau Kurhessen. Kurz nach dem Luftangriff auf Kassel am 22. Oktober 1943, der die gesamte Innenstadt zerstörte, wurde Weinrich im November 1943 zunächst beurlaubt und 1944 amtsenthoben. Unter anderem von Joseph Goebbels wurde ihm zur Last gelegt, bei der Kriegsvorbereitung Kassels und während der Bombardierung versagt zu haben. Sein Nachfolger wurde Karl Gerland. Aufgrund seiner „Verdienste“ um die Partei wurde Weinrich mit einem Bauernhof entschädigt und betätigte sich als Landwirt.

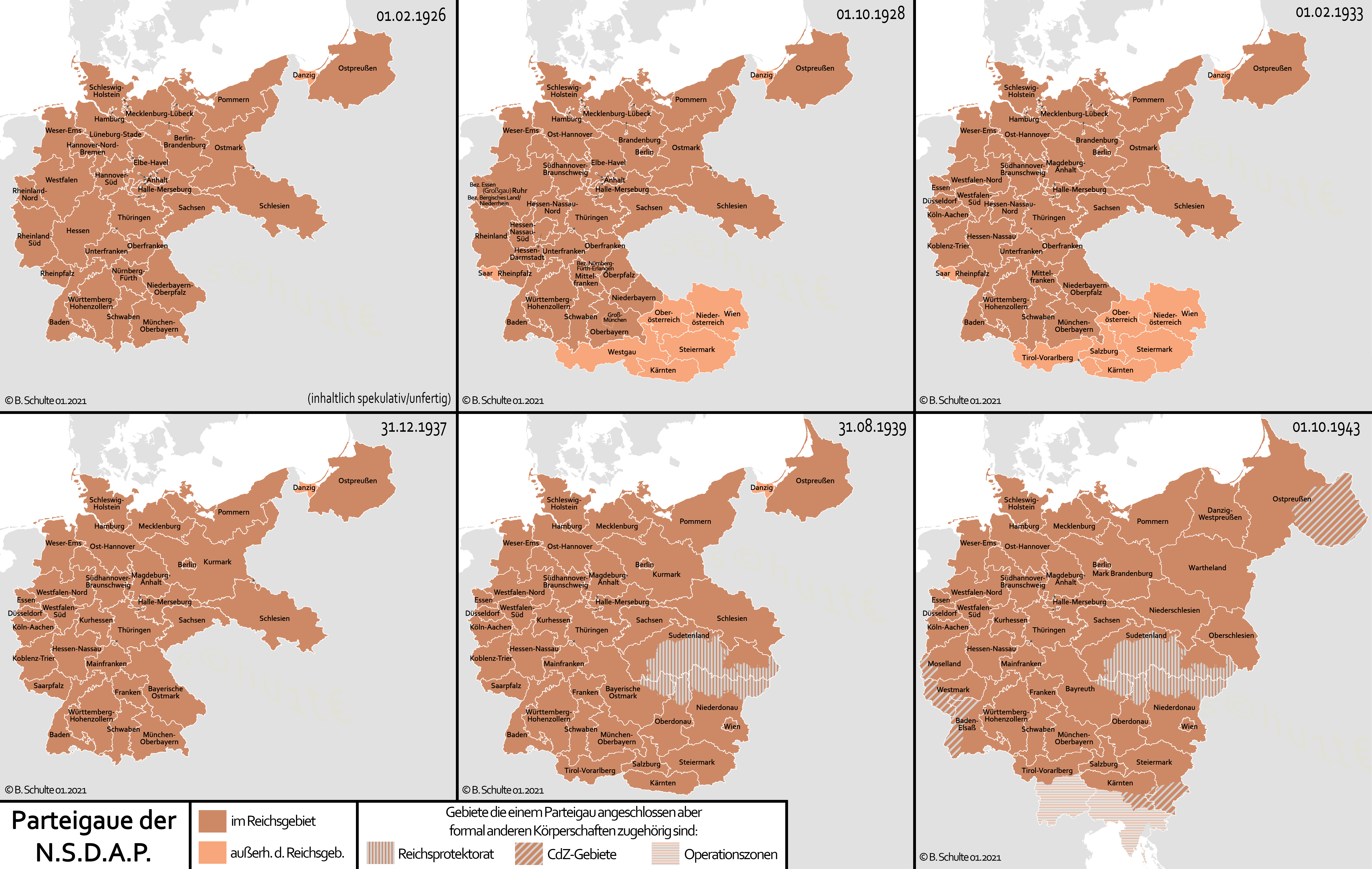
Gaue der NSDAP in den Jahren 1926, 1928, 1933 (obere Reihe), sowie 1937, 1939, 1943 (untere Reihe)

Gauleiter des 1925 gegründeten NSDAP-Gaues Hessen waren:
- Anton Haselmayer (1925–22. September 1926–1. März 1927)

Zum 1. März 1927 erfolgte eine Neuordnung in die Gaue Hessen (Offenbach-Darmstadt), Hessen-Nassau-Nord und Hessen-Nassau-Süd (später Gau Hessen-Nassau). 
Gauleiter von Hessen-Nassau-Nord bzw. Kurhessen (ab 1933) waren
- Walter Schultz (1. März 1927–1928)
- Karl Weinrich (13. September 1928–November 1943)
- Karl Gerland (13. Dezember 1943–12. April 1945)

Stellvertretende Gauleiter waren
- - Fritz Lengemann (1. Oktober 1931–30. Mai 1934)
  - Hans Burkhardt (1. Juni 1934–31. Januar 1938)
  - Max Solbrig (1. Februar 1938–1945)

## Zeitgenössische Literatur
- Handbuch für den Gau Kurhessen der NSDAP im Auftr. d. Gauleitung Kurhessen, bearb. vom Gaupresseamt, Kassel 1934.